# Теутай
Теутай або Теута — король племені Пайона у східній Іллірії, який правив у 378–358 роках до нашої ери. Карбував власні монети.
Теутай був пайонським правителем, відомим завдяки срібній монеті, знайденій у Маркова Кула, поблизу села Корешниця, Македонія. На аверсі монети зображено бика, що стоїть праворуч, і кантарос у заглибленому квадраті, а на реверсі — король на коні з коротким мечем у руці, внизу, ниць, зображена фігура ворожого воїна і текст TEYTAO(S). Деякі автори датують його другою половиною V ст. до н.е., а інші — у першим десятиліттям IV ст. до н.е. 

Міг бути сучасником правителя Патрая, оскільки їхні монети мають подібність. Корінь teuta - індоєвропейського походження.